# روبان سبز
روبان سبز به عنوان نماد بسیاری از پویش‌ها(کمپین‌ها)، شامل عدالت محیط زیستی، آزادسازی کشت شاهدانه، و کشاورزی به کار می‌رفته‌است.

## کاربردها

روبان چچن.

- در کلمبیا، از روبان سبز برای دفاع از صلح در کشور استفاده شده‌است.
- از روبان سبز برای پشتیبانی از قانونی شدن شاهدانه (حشیش از شاهدانه است) استفاده می‌شود.
- از روبان سبز برای حمایت از سربازان در پاکستان استفاده می‌شود.
- روبان سبز با کمی تغییر، نماد همبستگی با چچن (سرزمینی مسلمان در جنوب روسیه) است.
- در جوامع مسلمان روبان سبز نماد فرزندان محمد (پیامبر مسلمانان) و شخص سید و سادات است.
- در ایران، روبان سبز نماد فرزندان فاطمه زهرا و علی بن ابی طالب و شخص سید و سادات است. در جریان پس از انتخابات ۱۳۸۸ ابتدا حامیان میرحسین موسوی در انتخابات ریاست جمهوری سال ۱۳۸۸ از آن به عنوان یکی از نمادهای جنبش سبز ایران استفاده کردند.